# 維拉斯奎斯宮

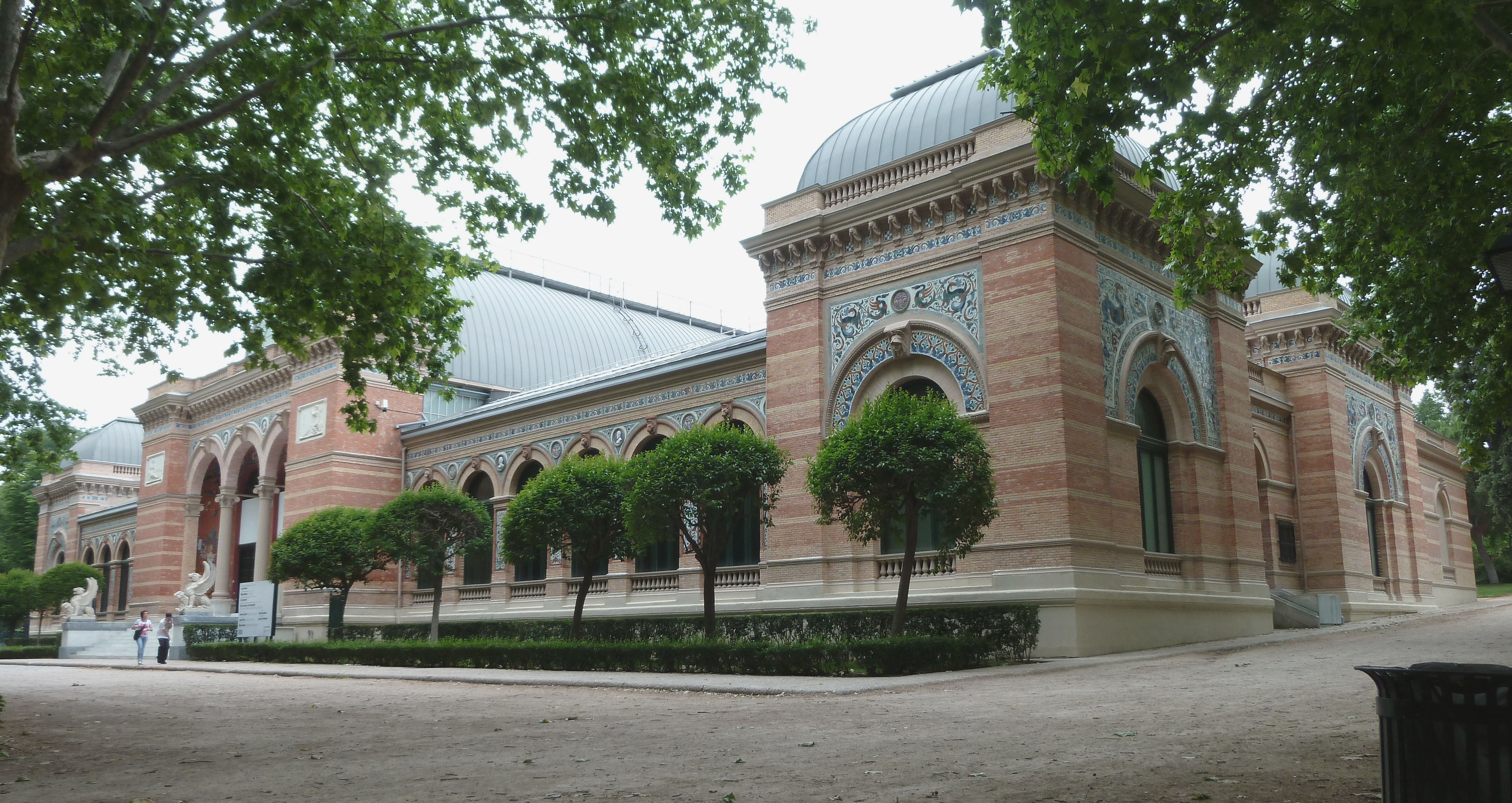
維拉斯奎斯宮

維拉斯奎斯宮（西班牙語：Palacio de Velázquez）是一座位於西班牙首都馬德里麗池公園的建築，又稱會展宮。這座建築修建於1881年至1883年，建築的內部裝飾可通過Google Street View觀看。